# Sainte-Agathe, Puy-de-Dôme

Sainte-Agathe este o comună în departamentul Puy-de-Dôme, Franța. În 1 ianuarie 2022 avea o populație de 171 de locuitori.